# Karl-Heinz Vogt
Karl-Heinz Vogt (23 febbraio 1945 – Mörsbach, 15 maggio 2025) è stato un calciatore tedesco, di ruolo attaccante.
Nella Fußball-Bundesliga 1970-1971 è stato vice-capocannoniere con 22 gol, a pari merito con Gerd Müller.